# Natação nos Jogos Pan-Americanos de 2019 - 200 m costas feminino
As competições dos 200 metros costas feminino da natação nos Jogos Pan-Americanos de 2019 foram realizadas em 7 de agosto no Centro Aquático Nacional, em Lima, no Peru. 

## Calendário
Horário local (UTC-5).
| Data        | Horário | Fase          |
| ----------- | ------- | ------------- |
| 7 de agosto | 11:48   | Eliminatórias |
| 7 de agosto | 21:30   | Final B       |
| 7 de agosto | 21:30   | Final A       |

## Medalhistas
| Ouro   | USA Alexandra Walsh  |
| Prata  | USA Isabelle Stadden |
| Bronze | CAN Mackenzie Glover |

## Recordes
Antes desta competição, os recordes mundiais e pan-americanos da prova eram os seguintes:
| Tipo                             | Atleta              | Tempo   | Local   | Data                |
| -------------------------------- | ------------------- | ------- | ------- | ------------------- |
|                                  | USA Regan Smith     | 2m03s35 | Gwangju | 26 de julho de 2019 |
| Recorde dos Jogos Pan-Americanos | CAN Hilary Caldwell | 2m08s22 | Toronto | 15 de julho de 2015 |

## Resultados

### Eliminatórias
A eliminatória foi realizada em 7 de agosto. 
| Pos. | Bateria | Raia | Nadador                     | Nacionalidade            | Tempo   | Notas |
| ---- | ------- | ---- | --------------------------- | ------------------------ | ------- | ----- |
| 1    | 3       | 4    | Isabelle Stadden            | USA Estados Unidos       | 2:09.15 | QA    |
| 2    | 2       | 4    | Alexandra Walsh             | USA Estados Unidos       | 2:10.06 | QA    |
| 3    | 3       | 5    | Mackenzie Glover            | CAN Canadá               | 2:11.60 | QA    |
| 4    | 2       | 3    | Fernanda de Goeij           | BRA Brasil               | 2:12.63 | QA    |
| 5    | 2       | 5    | Andrea Berrino              | ARG Argentina            | 2:13.68 | QA    |
| 6    | 1       | 4    | Madison Broad               | CAN Canadá               | 2:14.25 | QA    |
| 7    | 3       | 3    | Krystal Lara Garzon         | DOM República Dominicana | 2:15.60 | QA    |
| 8    | 1       | 3    | Florencia Perotti           | ARG Argentina            | 2:16.67 | QA    |
| 9    | 1       | 6    | Celia Pulido Ortíz          | MEX México               | 2:17.02 | QB    |
| 10   | 2       | 6    | McKenna DeBever             | PER Peru                 | 2:17.54 | QB    |
| 11   | 3       | 2    | Carmen Marquez Orellana     | ESA El Salvador          | 2:18.68 | QB,   |
| 12   | 1       | 5    | Athena Kovacs               | MEX México               | 2:19.74 | QB    |
| 13   | 3       | 6    | Andrea Hurtado              | PER Peru                 | 2:20.32 | QB    |
| 14   | 2       | 2    | Laura Melo                  | COL Colômbia             | 2:21.13 | QB    |
| 15   | 2       | 7    | Danielle Titus              | BAR Barbados             | 2:21.37 | QB,   |
| 16   | 1       | 2    | Andrea Becali Martí         | CUB Cuba                 | 2:22.03 | QB    |
| 17   | 1       | 1    | Carolina Cermelli           | PAN Panamá               | 2:22.14 |       |
| 18   | 3       | 7    | Trinidad Ardiles Quiroz     | CHI Chile                | 2:22.69 |       |
| 19   | 1       | 7    | Maria Contreras Ruiz        | ECU Equador              | 2:23.62 |       |
| 20   | 2       | 1    | Mayerly Escalante Hernandez | VEN Venezuela            | 2:24.86 |       |
| 21   | 3       | 1    | Maria Jose Arrua            | PAR Paraguai             | 2:27.31 |       |

### Final B
A final B foi realizada em 7 de agosto. 
| Pos. | Raia | Nadador                 | Nacionalidade   | Tempo   | Notas            |
| ---- | ---- | ----------------------- | --------------- | ------- | ---------------- |
| 9    | 3    | Carmen Marquez Orellana | ESA El Salvador | 2:14.76 | Recorde nacional |
| 10   | 5    | McKenna DeBever         | PER Peru        | 2:17.38 |                  |
| 11   | 6    | Athena Kovacs           | MEX México      | 2:17.78 |                  |
| 12   | 4    | Celia Pulido Ortíz      | MEX México      | 2:17.84 |                  |
| 13   | 2    | Andrea Hurtado          | PER Peru        | 2:19.80 |                  |
| 14   | 7    | Laura Melo              | COL Colômbia    | 2:21.29 |                  |
| 15   | 8    | Andrea Becali Martí     | CUB Cuba        | 2:24.40 |                  |
| 16   | 1    | Danielle Titus          | BAR Barbados    | 2:27.44 |                  |

### Final A
A final A foi realizada em 7 de agosto. 
| Pos.              | Raia | Nadador             | Nacionalidade            | Tempo   | Notas                 |
| ----------------- | ---- | ------------------- | ------------------------ | ------- | --------------------- |
| Medalha de ouro   | 5    | Alexandra Walsh     | USA Estados Unidos       | 2:08.30 |                       |
| Medalha de prata  | 4    | Isabelle Stadden    | USA Estados Unidos       | 2:08.39 |                       |
| Medalha de bronze | 3    | Mackenzie Glover    | CAN Canadá               | 2:10.95 |                       |
| 4                 | 6    | Fernanda de Goeij   | BRA Brasil               | 2:11.95 | Recorde sul-americano |
| 5                 | 2    | Andrea Berrino      | ARG Argentina            | 2:12.71 |                       |
| 6                 | 7    | Madison Broad       | CAN Canadá               | 2:12.82 |                       |
| 7                 | 8    | Florencia Perotti   | ARG Argentina            | 2:16.75 |                       |
| 8                 | 1    | Krystal Lara Garzon | DOM República Dominicana | 2:17.09 |                       |

Legenda
| Recorde mundial                  | Recorde mundial (World record)               |                       | Recorde africano                      | Recorde africano (African) |                                           | Q | Classificado por posição (Qualified) |
| Recorde dos Jogos Pan-Americanos | Recorde pan-americano (Pan-American record)  | Recorde da América    | Recorde da América (Americas)         | q                          | Classificado por melhor tempo (Qualified) |   |                                      |
| Melhor marca do ano              | Melhor marca do ano (World leading)          | Recorde asiático      | Recorde asiático (Asian)              | DNS                        | Não largou (Did not start)                |   |                                      |
| Recorde nacional                 | Recorde nacional (National record)           | Recorde europeu       | Recorde europeu (European)            | DNF                        | Não terminou (Did not finish)             |   |                                      |
| Recorde pessoal                  | Recorde pessoal do atleta (Personal best)    | Recorde da Oceania    | Recorde da Oceania (Oceania)          | DSQ / DQ                   | Desclassificado (Disqualified)            |   |                                      |
| Recorde da temporada             | Recorde da temporada do atleta (Season best) | Recorde sul-americano | Recorde sul-americano (South America) | NM                         | Sem marca (No mark)                       |   |                                      |